# 圣塞巴斯蒂昂—达贝拉维斯塔
圣塞巴斯蒂昂—达贝拉维斯塔是巴西米纳斯吉拉斯州的一个市镇。总面积166.929平方公里，总人口4884人，人口密度29.3人/平方公里。